# Scopula griseofasciata
Scopula griseofasciata là một loài bướm đêm trong họ Geometridae.